# Il diavolo e Caterina
Il diavolo e Caterina, Op. 112, B.201, (Čert a Káča in ceco) è un'opera in tre atti di Antonín Dvořák su libretto in ceco di Adolf Wenig. È basata su una farsa di Josef Kajetán Tyl e la storia era stata trattata anche in Fairy Tales di Božena Němcová.

## Storia
Il diavolo e Caterina è una delle poche opere di Dvořák, insieme a Rusalka, ad essere rimasta nel repertorio. Ciò può essere attribuito alla grande richiesta di grandi opere italiane ai suoi tempi e alle difficoltà dell'intricata messa in scena di Dvořák. L'opera ha un grande fascino per la sua combinazione di fiaba e musica popolare; è molto simile a una poesia in tono ceco. A volte sembra una versione ceca di Hansel & Gretel. L'ouverture è stata scritta dopo l'opera stessa. La prima rappresentazione dell'opera fu al Teatro Nazionale di Praga, il 23 novembre 1899, sotto la direzione di Adolf Čech.
John Clapham ha scritto un'analisi critica dell'opera e ha notato la presenza dello stile declamatorio wagneriano nell'opera.

## Ruoli
| Ruolo                           | Registro vocale | Cast della prima, 23 novembre 1899 (Direttore: Adolf Čech) |
| ------------------------------- | --------------- | ---------------------------------------------------------- |
| Caterina                        | mezzosoprano    | Marie Klánová-Panznerová                                   |
| Marbuel, un diavolo             | basso           | Václav Kliment                                             |
| Jirka, un pastore               | tenore          | Bohumil Pták                                               |
| La madre di Caterina            | mezzosoprano    | Růžena Vykoukalová-Bradácová                               |
| Lucifero                        | basso           | Robert Polák                                               |
| La principessa                  | soprano         | Růžena Maturová                                            |
| Il diavolo custode dell’inferno | basso           | Karel Veverka                                              |
| Il diavolo guardiano            | basso           | Joseph Karásek                                             |
| Il governatore                  | basso           | Josef Zizka                                                |
| La dama di compagnia            | soprano         | Vilemína Hajková                                           |
| Un musicista                    | tenore          | Hynek Svejda                                               |

## Trama
LocalitàIl villaggio di Dlouhá Lhota in Boemia e, nell'atto 2, all'Inferno
Epoca

### Atto 1
In una sera d'estate, Jirka, leggermente ubriaco, implora di essere esonerato dal continuare a ballare fuori dalla locanda del villaggio, poiché sarà nei guai con il suo datore di lavoro, il sovrintendente della principessa, se non torna al suo lavoro. Caterina poi appare con sua madre e Jirka se ne va con alcuni dei musicisti. Caterina vuole ballare, ma sua madre non vuole che sua figlia venga messa in imbarazzo. Infuriata, Caterina dice che ballerà con un diavolo se necessario. All'improvviso, appare un misterioso cacciatore, che chiede del sovrintendente e della Principessa. Si siede con Caterina, la coinvolge in una conversazione e le chiede di ballare con lui. Lei accetta, crollando alla fine per la stanchezza ma comunque euforica. Jirka ritorna, furioso con il sovrintendente, che gli ha gridato per aver portato i musicisti con sé, poi lo ha picchiato, lo ha licenziato e gli ha detto di andare all'Inferno. Nel frattempo, il cacciatore ha convinto Caterina ad andare con lui nella sua splendida dimora. Calpesta il terreno e loro due scompaiono nella terra tra tuoni, fulmini e fumo. È evidente a tutti che sono andati all'Inferno. Jirka, non avendo nulla da perdere, consola la madre di Caterina accettando di seguire la coppia e salvare Caterina, e l'Atto finisce quando lui salta nel nuovo buco nel terreno.

### Atto 2
All'inferno, alcuni diavoli giocano a carte per soldi. La Guardia annuncia l'arrivo di Lucifero, che chiede se Marbuel sia tornato dalla Terra. Quando scopre di no, Lucifero chiede di essere informato quando torna e se ne va. Il Guardiano dei Cancelli spiega agli altri Diavoli che Lucifero aveva mandato Marbuel per vedere se la Principessa e il suo Sovrintendente fossero ancora maturi per l'Inferno, poiché Marbuel è il misterioso cacciatore dell'Atto 1. Marbuel ora arriva, esausto e portando Caterina, che i Diavoli inizialmente confondono con la principessa. Lei lo arringa a lungo e Marbuel spiega che lei sta indossando una croce, che la protegge da lui in modo che non possa sbarazzarsi di lei. Lucifero rientra per scoprire di cosa si tratta. Quindi Jirka, dicendo che è venuto per Caterina, viene ammesso dal Guardiano del Cancello. Suggerisce a Lucifero che Caterina potrebbe essere riscattata, e lei è tentata da alcune catene d'oro che le vengono mostrate. Nel frattempo, Lucifero interroga Marbuel sul suo viaggio e accetta che la Principessa debba essere portata all'Inferno, mentre il Sovrintendente dovrebbe essere minacciato ma rimproverato per il momento. Marbuel ora deve promettere a Jirka che avrà un po' dell'oro della principessa, datogli dal Sovrintendente per ricompensarlo per aver combattuto contro il minaccioso Marbuel, se porterà Caterina sulla Terra. Jirka, soddisfatto del piano, concorda sul fatto che il modo per farlo è ballare con Caterina, e riesce a farla ballare fino oltre il Guardiano del Cancello. Quest'ultimo sbatte il cancello, con grande sollievo di tutti, specialmente di Marbuel, che osserva che la musica è riuscita a fare ciò che gli abitanti dell'inferno non potevano.

### Atto 3
Una sala nel castello della principessa. Il piano di Marbuel ha funzionato e Jirka ha salvato il Sovrintendente (che non appare mai sul palco nell'opera). La Principessa ha iniziato a pentirsi dei suoi misfatti, ma teme che nulla possa salvarla, dal momento che il Sovrintendente stava solo eseguendo i suoi ordini ed è lei che i diavoli devono portare all'Inferno. Tuttavia ha convocato Jirka, nella speranza che lui possa scongiurarli. Jirka, imbarazzato, le dice che ha già commesso troppe azioni malvagie e lui non può farci niente. La principessa promette di ravvedersi, ma Jirka le dice che, a meno che non accetti di liberare i servi, andrà all'Inferno e nemmeno lui sarà in grado di salvarla. Lei è d'accordo, e il suo ciambellano annuncia il suo decreto alla folla in attesa fuori, che la accoglie con plauso. Jirka ora dice alla principessa che ha un piano che la salverà, e lei esce in modo che possa fare i preparativi.
Jirka convoca Caterina e spiega che quando Marbuel verrà per la principessa, lei (Caterina) sarà in grado di vendicarsi di lui. Caterina accetta con entusiasmo e si nasconde nella stanza accanto. La principessa ritorna e, istruita da Jirka, si siede sulla sua sedia con i suoi cortigiani intorno a lei, mentre Jirka si unisce a Caterina. La luna illumina la stanza e poi la luce diventa rossa quando appare Marbuel, dicendo alla principessa che il suo tempo sulla Terra è scaduto. Con irritazione di Marbuel, Jirka lo interrompe, ma il suo fastidio si trasforma in orrore quando Jirka gli dice che Caterina sta venendo a prenderlo. La porta si spalanca e Caterina è in piedi sulla soglia illuminata. Marbuel urla e scompare dalla finestra, per non tornare mai più. La principessa, grata, nomina Jirka come suo nuovo primo ministro e concorda sul fatto che Caterina avrà la migliore casa della città e un sacco di soldi. Anche Caterina vorrebbe sposarsi, ma anticipa che, con la sua ricchezza ritrovata, non avrà problemi a fare un buon matrimonio. I contadini arrivano per ringraziare la principessa per averli liberati dalla schiavitù. Jirka promette loro che, sebbene ora sia un ministro, è ancora dalla loro parte, e loro se ne vanno, rallegrandosi, per godersi un banchetto offerto dalla principessa.

## Incisioni
- Supraphon LPV 337-339: Ludmila Komancová, Rudolf Asmus, Přemysl Kočí, Lubomir Havlák, Marie Steinerova, Rudolf Vonasek, Jaroslava Vymazalova, Jaroslav Horáček, Karel Berman; Prague National Theatre Chorus and Orchestra; Zdeněk Chalabala, direttore.
- Supraphon 11 1800-2 612: Anna Barová, Daniela Suryová, Richard Novák, Jaroslav Horáček, Aleš Šťáva, Jan Hladík, Pavel Kamas, Miloš Ježil, Oldřich Polášek, Natalie Romanová-Achaladze, Brigita Šulcová; Brno State Philharmonic Chorus; Brno Janáček Opera Orchestra; Jiří Pinkas, direttore[3]
- Kultur DVD D4443: Anne-Marie Owens, Joseph Evans, Peter Lightfoot, Kristine Ciesinski, Marko Putkonen, Joan Davies, Phillip Guy-Bromley, Kathleen Tynan, Alan Fairs, Geoffrey Davidson, Michael Forest, Julie Wong, Gavin Claire, Rossa Dunphy: Wexford Festival Chorus, Radio Telefís Éireann Symphony Orchestra; Albert Rosen, direttore.